# Praxedis de Guerrero
Praxedis de Guerrero es una localidad perteneciente al municipio de Ocotlán de Morelos en el estado mexicano de Oaxaca. Recibe su nombre en honor al general revolucionario Práxedis Gilberto Guerrero, que murió en la batalla de Janos el 29 de diciembre de 1910.
La mayoría de su población de religión católica, tienen entre sus principales festejos a dos imágenes religiosas, siendo estás fiestas conmemorativas al "santo sagrado corazón de Jesús"  y a la "virgen de Santa praxedis".

## Demografía
De acuerdo al último censo, realizado por el INEGI en 2010, en la localidad habitan 1576 personas.